# Torneio de Roland Garros de 2009
O Torneio de Roland Garros de 2009 foi um torneio de tênis disputado nas quadras de saibro do Stade Roland Garros, em Paris, na França, entre 24 de maio e 7 de junho. Corresponde à 42ª edição da era aberta e à 108ª de todos os tempos.

## Cabeças de chave
| Simples masculino |                       |                     |                       |                  |
| 1.                | Rafael Nadal          | perde para          | Robin Söderling       | 4ª Rodada        |
| 2.                | Roger Federer         | campeão contra      | Robin Söderling       | - Campeão        |
| 3.                | Andy Murray           | perde para          | Fernando González     | Quartas-de-Final |
| 4.                | Novak Đoković         | perde para          | Philipp Kohlschreiber | 3ª Rodada        |
| 5.                | Juan Martín del Potro | perde para          | Roger Federer         | Semi-Finais      |
| 6.                | Andy Roddick          | perde para          | Gaël Monfils          | 4ª rodada        |
| 7.                | Gilles Simon          | perde para          | Victor Hănescu        | 3ª rodada        |
| 8.                | Fernando Verdasco     | perde para          | Nikolay Davydenko     | 4ª rodada        |
| 9.                | Jo-Wilfried Tsonga    | perde para          | Juan Martín del Potro | 4ª rodada        |
| 10.               | Nikolay Davydenko     | perde para          | Robin Söderling       | Quartas-de-Final |
| 11.               | Gaël Monfils          | perde para          | Roger Federer         | Quartas-de-Final |
| 12.               | Fernando González     | perde para          | Robin Söderling       | Semi-Finais      |
| 13.               | Marin Čilić           | perde para          | Andy Murray           | 4ª rodada        |
| 14.               | David Ferrer          | perde para          | Robin Söderling       | 3ª rodada        |
| 15.               | James Blake           | perde para          | Leonardo Mayer        | 1ª rodada        |
| 16.               | Tommy Robredo         | perde para          | Juan Martín del Potro | Quartas-de-Final |
| 17.               | Stanislas Wawrinka    | perde para          | Nikolay Davydenko     | 3ª Rodada        |
| 18.               | Radek Štěpánek        | perde para          | Marin Čilić           | 3ª rodada        |
| 19.               | Tomáš Berdych         | perde para          | Simone Bolelli        | 1ª rodada        |
| 20.               | Marat Safin           | perde para          | Josselin Ouanna       | 2ª rodada        |
| 21.               | Dmitry Tursunov       | perde para          | Arnaud Clément        | 1ª rodada        |
| 22.               | Mardy Fish            | perde para          | Máximo González       | 1ª Rodada        |
| 23.               | Robin Söderling       | perde na final para | Roger Federer         | - Vice-campeão   |
| 24.               | Jürgen Melzer         | perde para          | Gaël Monfils          | 3ª rodada        |
| 25.               | Igor Andreev          | perde para          | Juan Martín del Potro | 3ª rodada        |
| 26.               | Ivo Karlović          | perde para          | Lleyton Hewitt        | 1ª rodada        |
| 27.               | Rainer Schuttler      | perde para          | Marc Gicquel          | 1ª rodada        |
| 28.               | Feliciano López       | perde para          | Janko Tipsarević      | 2ª rodada        |
| 29.               | Philipp Kohlschreiber | perde para          | Tommy Robredo         | 4ª rodada        |
| 30.               | Victor Hănescu        | perde para          | Fernando González     | 4ª rodada        |
| 31.               | Nicolás Almagro       | perde para          | Fernando Verdasco     | 3ª rodada        |
| 32.               | Paul-Henri Mathieu    | perde para          | Roger Federer         | 3ª rodada        |

| Simples Feminino |                          |            |                             |                  |
| 1.               | Dinara Safina            | perde para | Svetlana Kuznetsova         | Final            |
| 2.               | Serena Williams          | perde para | Svetlana Kuznetsova         | Quartas-de-Final |
| 3.               | Venus Williams           | perde para | Ágnes Szávay                | 3ª Rodada        |
| 4.               | Elena Dementieva         | perde para | Samantha Stosur             | Semi-Final       |
| 5.               | Jelena Janković          | perde para | Sorana Cîrstea              | 4ª rodada        |
| 7.               | Svetlana Kuznetsova      | ganha de   | Dinara Safina               | Campeã           |
| 8.               | Ana Ivanović             | perde para | Victoria Azarenka           | 4ª rodada        |
| 9.               | Victoria Azarenka        | perde para | Dinara Safina               | Quartas-de-Final |
| 10.              | Caroline Wozniacki       | perde para | Sorana Cîrstea              | 3ª Rodada        |
| 11.              | Nadia Petrova            | perde para | Maria Sharapova             | 2ª Rodada        |
| 12.              | Agnieszka Radwańska      | perde para | Svetlana Kuznetsova         | 4ª rodada        |
| 13.              | Marion Bartoli           | perde para | Tathiana Garbin             | 2ª Rodada        |
| 14.              | Flavia Pennetta          | perde para | Alexa Glatch                | 1ª Rodada        |
| 15.              | Jie Zheng                | perde para | Michelle Larcher de Brito   | 2ª rodada        |
| 16.              | Amélie Mauresmo          | perde para | Anna-Lena Grönefeld         | 1ª Rodada        |
| 17.              | Patty Schnyder           | perde para | Kateryna Bondarenko         | 1ª rodada        |
| 18.              | Anabel Medina Garrigues  | perde para | Virginie Razzano            | 2ª rodada        |
| 19.              | Kaia Kanepi              | perde para | Yaroslava Shvedova          | 1ª rodada        |
| 20.              | Dominika Cibulková       | perde para | Dinara Safina               | Semi-Finais      |
| 21.              | Alizé Cornet             | perde para | Sorana Cîrstea              | 2ª rodada        |
| 22.              | Carla Suárez Navarro     | perde para | Victoria Azarenka           | 3ª rodada        |
| 23.              | Alisa Kleybanova         | perde para | Polona Hercog               | 1ª rodada        |
| 24.              | Aleksandra Wozniak       | perde para | Serena Williams             | 4ª rodada        |
| 25.              | Na Li                    | perde para | Maria Sharapova             | 4ª rodada        |
| 26.              | Anna Chakvetadze         | perde para | Mariana Duque Mariño        | 1ª Rodada        |
| 27.              | Anastasia Pavlyuchenkova | perde para | Dinara Safina               | 3ª Rodada        |
| 28.              | Sybille Bammer           | perde para | Melinda Czink               | 2ª rodada        |
| 29.              | Ágnes Szávay             | perde para | Dominika Cibulková          | 4ª rodada        |
| 30.              | Samantha Stosur          | perde para | Svetlana Kuznetsova         | Semi-Finais      |
| 31.              | Shuai Peng               | perde para | María José Martínez Sánchez | 1ª rodada        |
| 32.              | Iveta Benešová           | perde para | Ana Ivanović                | 3ª rodada        |

## Finais

### Profissional
| Categoria | Evento    | Campeã(s)(o/ões)                               | Vice-campeã(s)(o/ões)           | Resultado         | Chave(s)  | Chave(s)       |
| --------- | --------- | ---------------------------------------------- | ------------------------------- | ----------------- | --------- | -------------- |
| Simples   | Masculino | Roger Federer                                  | Robin Soderling                 | 6–1, 7–61, 6–4    | principal | qualificatório |
| Simples   | Feminino  | Svetlana Kuznetsova                            | Dinara Safina                   | 6–4, 6–2          | principal | qualificatório |
| Duplas    | Masculino | Lukáš Dlouhý Leander Paes                      | Wesley Moodie Dick Norman       | 3–6, 6–3, 6–2     | principal | principal      |
| Duplas    | Feminino  | Anabel Medina Garrigues Virginia Ruano Pascual | Victoria Azarenka Elena Vesnina | 6–1, 6–1          | principal | principal      |
| Duplas    | Misto     | Liezel Huber Bob Bryan                         | Vania King Marcelo Melo         | 5–7, 7–65, [10–7] | principal | principal      |

### Juvenil
| Categoria | Evento    | Campeã(s)(o/ões)                     | Vice-campeã(s)(o/ões)            | Resultado        | Chave(s)  | Chave(s)       |
| --------- | --------- | ------------------------------------ | -------------------------------- | ---------------- | --------- | -------------- |
| Simples   | Masculino | Daniel Berta                         | Gianni Mina                      | 6–1, 3–6, 6–3    | principal | qualificatório |
| Simples   | Feminino  | Kristina Mladenovic                  | Daria Gavrilova                  | 6–3, 6–2         | principal | qualificatório |
| Duplas    | Masculino | Marin Draganja Dino Marcan           | Guilherme Clézar Huang Liang-chi | 6–3, 6–2         | principal | principal      |
| Duplas    | Feminino  | Elena Bogdan Noppawan Lertcheewakarn | Tímea Babos Heather Watson       | 3–6, 6–3, [10–8] | principal | principal      |

### Cadeirante
| Categoria | Evento    | Campeã(s)(o/ões)                  | Vice-campeã(s)(o/ões)            | Resultado     | Chave     |
| --------- | --------- | --------------------------------- | -------------------------------- | ------------- | --------- |
| Simples   | Masculino | Shingo Kunieda                    | Stephane Houdet                  | 6–3, 3–6, 6–3 | principal |
| Simples   | Feminino  | Esther Vergeer                    | Korie Homan                      | 6–2, 7–5      | principal |
| Duplas    | Masculino | Stéphane Houdet Michaël Jeremiasz | Robin Ammerlaan Maikel Scheffers | 6–2, 7–5      | principal |
| Duplas    | Feminino  | Korie Homan Esther Vergeer        | Annick Sevenans Aniek van Koot   | 6–2, 6–3      | principal |

### Outros eventos
| Categoria                   | Evento            | Campeã(s)(o/ões)             | Vice-campeã(s)(o/ões)         | Resultado | Chave     |           |
| --------------------------- | ----------------- | ---------------------------- | ----------------------------- | --------- | --------- | --------- |
| Duplas masculinas lendárias | Acima de 45 anos  | Anders Järryd John McEnroe   | Mansour Bahrami Henri Leconte | 7–62, 6–1 | principal | principal |
| Duplas masculinas lendárias | Abaixo de 45 anos | Paul Haarhuis Cédric Pioline | Pat Cash Emilio Sánchez       | 6–3, 6–4  | principal | principal |